# 谢琰
謝琰（?—400年），字瑗度，小字末婢，陳郡陽夏（今河南太康）人。謝安次子。東晉重要將領，為淝水之戰的功臣，後參與鎮壓王恭起兵和孫恩之亂，在對抗孫恩的戰事中兵敗，因部下叛變而遇害。

## 生平

### 淝水之戰功臣
謝琰成年後以忠貞幹練見稱，有美好的風度和儀態。初拜著作郎，後遷秘書丞、累遷至散騎常侍、侍中。太元八年（383年），淝水之戰爆發，前秦大舉南侵，謝安認為謝琰有統軍作戰的才幹，於是以其為輔國將軍，率八千精兵與西中郎將桓伊及徐兗二州刺史謝玄等人抵抗。當時前秦派東晉舊將朱序前來勸降，但朱序卻告知征討大都督謝石應該趁前秦大軍未完成集結前先擊潰前鋒，奪其氣勢，謝琰則勸謝石聽從。而隨後謝玄派劉牢之擊潰梁成部後晉軍向淝水推進，與前秦軍隔水對峙，軍勢令前秦天王苻堅畏懼。及至前秦軍隊退後待與晉兵決戰時自潰，謝琰就與謝玄等人領兵渡過淝水擊敗前秦軍隊，為東晉取得淝水之戰的勝利。

### 參興平叛
太元十年（385年），謝安去世，謝琰為謝安守喪，而在當年十月，朝廷追論淝水之戰的戰功，封謝琰為望蔡公。喪期結束後，謝琰獲授征虜將軍、會稽內史。太元十六年（391年），謝琰遷尚書右僕射，領太子詹事，加散騎常侍。太元末年，遷護軍將軍，加右將軍。後會稽王司馬道子以其為司馬，仍加右將軍。隆安二年（398年），青兗二州刺史王恭聯同荊州刺史殷仲堪、豫州刺史庾楷及廣州刺史桓玄等以討伐王瑜及司馬尚之兄弟為名舉兵，司馬道子在兒子司馬元顯主戰之下決定將軍事交由司馬元顯處理，並派兵抵抗，謝琰亦獲假節、都督前鋒軍事，與王珣等領兵討伐王恭。不久司馬尚之大敗給桓玄，謝琰駐屯宣陽門作守備。司馬元顯成功策反劉牢之並讓他擊敗並俘獲王恭後，在建康處死王恭；而桓玄等知道王恭死訊亦停止進攻。謝琰在不久遷徐州刺史。
隆安三年（399年），在上一年逃入海中的叛民領袖孫恩捲土重來，更攻克會稽（今浙江紹興），殺內史王凝之，吳國、臨海及義興三郡太守棄郡逃走，於是以上四郡及吳興、永嘉、東陽及新安共八郡都有人起兵響應孫恩，又大殺官員。孫恩自號征東將軍，徒眾為「長生人」。因著叛變發展嚴重，朝廷命謝琰加督吳興、義興二郡軍事，與劉牢之前往鎮壓，成功殺死義興的孫恩叛民領袖許允之，迎太守還郡；後又擊破吳興的孫恩叛民領袖丘尩。在朝廷的鎮壓下，孫恩再次逃往海島，而朝廷擔憂孫恩會再度侵襲沿海，於是會謝琰以本官領會稽內史、都督五郡軍事。

### 輕敵遇害
謝琰無論資歷和名望在會稽都非常高，當時議論的人都認為他必定能安定當地。而謝琰亦輕敵，到郡後既不安撫士民，亦不修整武備。當時有將領向其進諫，但謝琰不以為然說道：「苻堅百萬，尚送死淮南，況孫恩奔衄歸海，何能復出」不肯聽從。
隆安四年（400年）五月，孫恩率部眾出浃口（今浙江镇海），攻餘姚，破上虞，抵山阴县北之邢浦，謝琰初遣參軍劉宣之擊退孫恩，但不久孫恩又再進邢浦，上黨太守張虔碩戰敗，孫恩於是一直向會稽進發。當時人心驚駭，部將皆認為應該嚴密防備，在南湖設水軍列陣，並分派伏兵突擊來襲的叛軍，然而謝琰都沒有聽從。
至五月己卯日（7月7日），孫恩兵臨會稽，謝琰尚未吃飯就要出戰，先遣廣武將軍桓寶為前鋒，殺敵甚多。但後來謝琰在河塘之间的窄路行军，為孫恩軍在船艦中射箭攻擊，謝琰軍隊因而前後斷絕，在千秋亭敗於孫恩。當時謝琰帳下督張猛從後砍謝琰的馬，謝琰墮地被殺，二子謝肇和謝峻亦同時遇害。
朝廷追贈侍中、司空，諡為忠肅公。

## 逸事
- 謝琰母親去世後，朝廷正議論依先例賜予錢財和器具，讓謝琰舉行與謝安禮儀規格一樣的葬禮，不過謝琰以昔日王、謝兩家因婚姻問題而不和，而主角之一的王珣正任尚書僕射。謝琰聽聞王珣打算借故拖延喪葬之事，於是自行訂造了轀輬車運送棺木下葬，因而被議論者譏諷。

## 子女
- 謝肇，謝琰子，驃騎參軍追贈散騎常侍。
- 謝峻，謝琰子，封建昌侯，與父一同被殺，追贈散騎侍郎。
- 謝混，謝琰幼子，官至尚書左僕射。因被劉裕指為劉毅黨眾而被其誅殺。

## 延伸阅读
[在维基数据编辑]
 《晉書·卷079》，出自房玄齡《晉書》